# استورجن لیک (مینه‌سوتا)
استورجن لیک، مینه‌سوتا (به انگلیسی: Sturgeon Lake, Minnesota) یک شهر در ایالات متحده آمریکا است که در شهرستان پین، مینه‌سوتا واقع شده‌است.

## خصوصیات
استورجن لیک ۹٫۵۶ کیلومترمربع مساحت و ۴۳۹ نفر جمعیت دارد و ۳۲۷ متر بالاتر از سطح دریا واقع شده‌است.